# James W. Mott

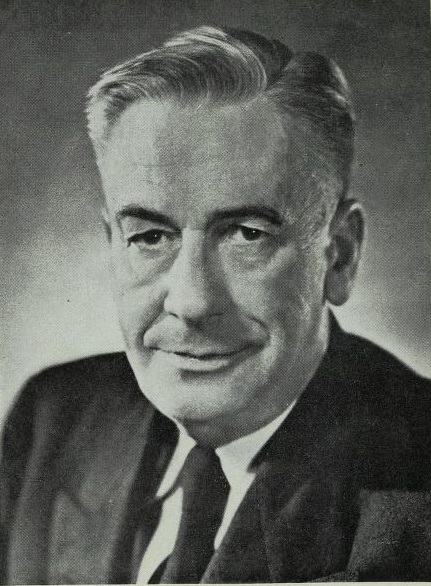
James W. Mott

James Wheaton Mott (* 12. November 1883 bei New Washington, Clearfield County, Pennsylvania; † 12. November 1945 in Bethesda, Maryland) war ein US-amerikanischer Politiker. Zwischen 1933 und 1945 vertrat er den ersten Wahlbezirk des Bundesstaates Oregon im US-Repräsentantenhaus.

## Werdegang
Im Jahr 1890 kam James Mott mit seinen Eltern nach Salem in Oregon. Dort besuchte er die öffentlichen Schulen und die University of Oregon. Später setzte er seine Ausbildung an der Stanford University in Kalifornien und dann bis 1909 an der Columbia University in New York City fort. In den Jahren 1909 bis 1917 arbeitete er als Zeitungsreporter in New York, San Francisco und Salem, wo er bis 1917 auch Jura studierte. Nach seiner Zulassung als Rechtsanwalt begann er seinen neuen Beruf in Astoria auszuüben. Während des Ersten Weltkriegs war er Matrose in der US-Marine.
James Mott wurde Mitglied der Republikanischen Partei. Zwischen 1920 und 1922 war er juristischer Vertreter der Stadt Astoria. Danach war er von 1922 bis 1928 und nochmals von 1930 bis 1932 Abgeordneter im Repräsentantenhaus von Oregon. Dazwischen war er von 1931 bis 1932 als Corporation Commissioner mit der Aufsicht über die größeren Firmen in Oregon beauftragt.
Im Jahr 1932 wurde James Mott in das US-Repräsentantenhaus gewählt, wo er am 4. März 1933 Willis C. Hawley ablöste. Bei den darauffolgenden Wahlen wurde er jeweils in diesem Amt bestätigt. Damit konnte Mott bis zu seinem Tod Mitglied im US-Kongress bleiben. Er starb am 12. November 1945, seinem 62. Geburtstag. Seit 1919 war James Mott mit Ethel Lucile Walling verheiratet, mit der er drei Töchter hatte.